# Джон Рід
Джон Сайлас Рід (англ. John Silas Reed; 22 жовтня 1887 — 19 жовтня 1920) — американський журналіст, комуністичний діяч. Автор книги «Десять днів, що сколихнули світ» (1919).

## Біографія
Народився у Портленді, штат Орегон, США в заможній родині.

### Здобуття освіти
Навчався у приватній школі «Портлендська Академія», а з 1904 року — в «Морістоун скул» (англ. Morristown School у Нью-Джерсі.
1906 року вступив до Гарвардського університету. Був активним членом команди з плавання, Драматичного клубу, редколегії студентських видань «Lampoon» і «Harvard Monthly», а також президентом студентського хору Університету. На політичні погляди Джона Ріда певним чином вплинула участь у засіданнях Клубу Соціалістів, який очолював його товариш.
Закінчивши Університет у 1910 році, Рід здійснив подорож до Європи, під час якої відвідав Англію, Францію й Іспанію.

### Початок журналістської кар'єри
Повернувшись до США, Рід вирішив пов'язати свою кар'єру з журналістикою. Університетське знайомство з журналістом Лінкольном Стеффенсом сприяло тому, що його взяли на не надто значну посаду до Нью-Йоркського журналу «American Magazine». В обов'язки Джона входили читання рукописів, коректура, а згодом і редакторська робота. Аби заробити більше, Джон обійняв посаду керуючого у нещодавно відкритому щоквартальному журналі «Landscape Architecture». Протягом півроку Рід марно намагався опублікувати свої оповідання та есе про враження від перебування в Європі, скрізь отримуючи відмову. Врешті він таки домігся успіху — газета «Saturday Evening Post» погодилася надрукувати його твори. Протягом того ж року, Ріда надрукували в журналах «Collier's», «The Forum», і The «Century Magazine». Один з його віршів було покладено на музику композитором Артуром Футом, а журнал «The American» запропонував йому місце в штаті й розпочав друкувати його твори. Кар'єра Джона Ріда пішла в гору.
Зацікавленість соціальними проблемами, викликана знайомством з Стеффенсом і Ідою Тарбелл, досить швидко призвела до більш радикальної позиції Ріда, ніж вони. У 1913 році Джон став співробітникам журналу «The Masses», де головним редактором був Макс Істмен. У цьому виданні Джон опублікував понад 50 статей і оглядів.
Однією з основних тем, що цікавили його, була революція. За участь у робітничому страйку в Паттерсоні Джон Рід був вперше заарештований. Жорстоке придушення виступу робітників, а також короткочасний арешт, зробили погляди Ріда ще більш радикальними. У цей час Джон зближується з синдикалістською профспілкою «Індустріальні робітники світу». Своє бачення про події Рід виклав у статті «Війна в Паттерсоні», надрукованій у червні 1913 року.
Восени того ж року журнал «Metropolitan Magazine» відрядив Ріда до Мексики з завданням підготувати репортаж про Мексиканську революцію.
Перебуваючи протягом чотирьох місяців у таборі Панчо Вільї, був представником Конституційних сил після перемоги над Федеральними військами під Торреоном разом з останнім. За цей час Рід опублікував серію репортажів про Мексиканську революцію, які створили йому репутацію військового журналіста. Джон Рід глибоко співчував важкому становищу повстанців і був категорично проти американської інтервенції. Згодом мексиканські репортажі були перевидані у книзі, яка отримала назву «Повстала Мексика» й побачила світ у 1914 році.
30 квітня 1914 року Джон Рід прибув у Колорадо, де нещодавно сталася Лудлоуська бійня. Понад тиждень він досліджував подію, виступав на мітингах від імені шахтарів. Підсумками поїздки стала яскрава стаття «Колорадська війна» й усвідомлення того, що класовий конфлікт у суспільстві куди серйозніше, ніж здавалося раніше.

### Перша світова війна
З початком Першої світової війни Джон Рід як репортер «Metropolitan» відряджується до нейтральної на той час Італії. Він вважав, що війна — це лише новий виток торговельної боротьби між імперіалістами й не співчував жодній зі сторін конфлікту.
Переїхавши до Парижу, Джон Рід перебував у апатії через цензуру, введену на час війни, а також через складнощі з потраплянням на фронт. Рід вирушив до Лондона. Перебування в Європі дозволило Ріду познайомитися з низкою видатних діячів культури, такими, наприклад, як Пабло Пікассо й Артур Рубінштейн.
Повернувшись у Нью-Йорк, залишок 1914 року Джон провів у засланні разом з лідером мексиканської революції — Панчо Вілья, де і написав свою книгу «Повстала Мексика», а також займаючись написанням статей про війну.
1915 рік ознаменувався відрядженням у Східну Європу разом з канадським художником і журналістом «The Masses» Боурдменом Робінсоном. Вони почали свою подорож з Салонік, звідки попрямували до Сербії, де стали свідками спустошення, відвідали зруйнований бомбардуваннями Белград, також вони відвідали Болгарію і Румунію. У Холмі Рід і Робінсон були заарештовані, кілька тижнів провели в ув'язненні. Втручання посла США врятувало журналістів від ймовірного засудження і страти за шпигунство.
Джон Рід змалював Рівне у нарисі «Оптимістичне паломництво». Він перебував у місті у 1915 році як військовий журналіст.
Подорож по Росії не пройшла непоміченою — американський посол у Петрограді вважав, що Рід і Боурдмен є шпигунами. Вони були знов арештовані при спробі нелегального переходу кордону з Румунією. Цього разу допомогло втручання британського посла (Робінсон був британським підданим), який допоміг отримати дозвіл на виїзд, але це сталося тільки після того, як всі документи були вилучені в Києві. З Бухареста вони попрямували у Константинополь, в надії побачити Галіполійську кампанію.

### Повернення у США
Незабаром Джон Рід повернувся в США, відвідав у Портленді свою матір. В цей час Джон знайомиться з Луїзою Брайант, яка згодом переїздить до нього на Східне узбережжя.
1916 рік був дуже насиченим подіями в житті Джона Ріда. На початку року Рід познайомився з Юджином О'Нілом, майбутнім нобелівським лауреатом з літератури. У квітні того ж року опублікована книга Джона Ріда «Війна у Східній Європі». На початку травня вони втрьох орендували котедж у Провінстауні. Невдовзі у Брайант і О'Ніла зав'язався роман.
У листопаді в Пікскіллі Джон Рід одружується з Луїзою Брайант. Наприкінці року він переносить операцію з видалення нирки, проведену в клініці Джона Хопкінса в Балтіморі, де Джон залишався до кінця грудня. У 1916 році Джон також опублікував власним коштом книгу «Тамерлан та інші вірші» накладом у 500 примірників.
Загроза вступу США у війну призводить до ще більшої радикалізації поглядів Джона Ріда, він пориває співпрацю з «Metropolitan».
Після того, як 2 квітня 1917 року Вудро Вільсон оголосив війну, Джон Рід кричав на спішно скликаній нараді Народної Ради у Вашингтоні:

| «.. Це не моя війна, і я не буду підтримувати його. Це не моя війна, і я не буду мати нічого спільного з нею» |
У липні та серпні 1917 року Рід продовжував писати агресивні й злі статті для «Masses», який відмовилася доставляти поштою Поштова служба США. Також Джон Рід писав статті для журналу «Seven Arts», який, зрештою, втратив через них фінансову підтримку й перестав виходити. Рід був приголомшений провоєнними мілітаристськими настроями, популярними в країні — його кар'єра руйнувалася.

### У Радянській Росії
17 серпня 1917 року Джон Рід і Луїза Брайант відпливли з Нью-Йорка в Європу, попередньо запевнивши Державний департамент США, що вони не будуть представляти Соціалістичну партію на майбутній конференції в Стокгольмі.
Джон і Луїза хотіли відвідати Росію як журналісти, щоб засвідчити те, що відбувається там, а також для того, щоб зібрати матеріал для репортажу про події що відбуваються в молодій Російській республіці. Подорожуючи через Фінляндію, пара прибула до Петрограда відразу після невдалої спроби військового перевороту генерала Корнілова. Тут вони опинилися в епіцентрі Жовтневого перевороту.
Більшовики прагнули негайного припинення участі Росії у Першій світовій війні, передачі влади Керенським з'їзду Рад, який мав бути скликаний у жовтні 1917 року. Керенський вбачав у цьому прагнення усунути його від влади і вирішив закрити газети більшовиків, наказав заарештувати більшовицьких лідерів, зібрався відправити війська Петроградського гарнізону, який вважався ненадійним, назад на фронт. Військово-революційний комітет Рад, у якому більшість становили більшовики, готувався до захоплення влади від імені майбутнього з'їзду. Ввечері 7 листопада (25 жовтня) 1917 року був захоплений Зимовий палац, резиденція уряду Керенського. Джон Рід і Луїза Брайант були присутні під час захоплення Зимового палацу.
Джон став активним прихильником нового більшовицького уряду, він брав участь у роботі Наркомату закордонних справ, переводячи укази і новини про дії нового уряду на англійську мову. «Я також брав участь у зборі матеріалів і даних і розповсюдження документів, які йшли у німецькі окопи», — пізніше згадував Рід. Джон був близько знайомий з багатьма членами нового уряду. Він зустрівся з Левом Троцьким і познайомився з Володимиром Леніним під час розгону Установчих зборів (6)19 січня 1918 року.
Витративши майже всі свої кошти, Джон Рід став працювати на американця Раймонда Роббінса — представника Червоного Хреста. Роббінс хотів створити газету яка б захищала американські інтереси. Рід погодився, але в першому ж номері газети, який готував до друку саме він, розмістив попередження прямо під заголовком: «Ця газета присвячена захисту інтересів американського капіталу».
Пізніше Джон Рід написав книгу про ці події в Росії — «Десять днів, що потрясли світ».

### Останні роки життя
Два місяці Державний департамент США відмовлявся давати Джону Ріду в'їзну візу в США. Лише 28 квітня 1918 року Рід повернувся до Нью-Йорку.
Рід здійснив близько 20 агітаційних поїздок по США, виступаючи на захист Жовтневої революції, проти американської інтервенції в Радянській Росії, через що 5 разів притягався до судової відповідальності за звинуваченням у «антиамериканській діяльності».
У лютому 1919 року разом з Луїзою Брайант, Альбертом Рісом Вільямсом і Бессі Бетті свідчив перед антикомуністично налаштованим комітетом Сенату США.

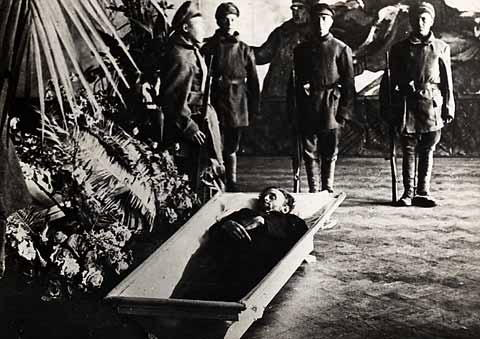
Під час похорону Дж. Ріда в Москві (1920)

Став одним із засновників Комуністичної робітничої партії США в серпні-вересні 1919 року.
У жовтні 1919 року приїхав до Москви і був обраний членом Виконкому Комінтерну.
У липні-серпні 1920 року став делегатом на Другому конгресі Комінтерну. Багато їздив по Радянській Росії, збираючи матеріал для нової книги.
Помер від епідемічного висипного тифу 19 жовтня 1920 року в Москві. Похований на Червоній площі біля Кремлівської стіни.

## Пам'ять
- Про життя Джона Ріда і Луїзи Брайант знято фільм «Червоні».
- Ім'ям Джона Ріда названо вулиці в низці міст України.